# Copa América (calcio a 5 femminile)
La Copa América Femenina (Coppa America femminile) è il campionato continentale di calcio a 5 femminile della CONMEBOL, la federazione che raggruppa le nazionali del Sud America.

## Edizioni
| Anno | Ospitante              | Finale    | Finale    | Finale        | Finale 3º posto | Finale 3º posto | Finale 3º posto |
| Anno | Ospitante              | Vincitore | Risultato | Secondo posto | Terzo posto     | Risultato       | Quarto posto    |
| ---- | ---------------------- | --------- | --------- | ------------- | --------------- | --------------- | --------------- |
| 2005 | Barueri Brasile        | Brasile   | 13 – 0    | Ecuador       | Argentina       | 1 – 0           | Uruguay         |
| 2007 | Guayaquil Ecuador      | Brasile   | 6 – 2     | Colombia      | Venezuela       | 4 – 2           | Uruguay         |
| 2009 | Campinas Brasile       | Brasile   | 7 – 1     | Colombia      | Venezuela       | 6 – 2           | Perù            |
| 2011 | Maracay Venezuela      | Brasile   | 8 – 1     | Argentina     | Paraguay        | 4 – 2           | Venezuela       |
| 2015 | Montevideo Uruguay     | Colombia  | 4 – 2     | Uruguay       | Cile            | 5 – 3           | Argentina       |
| 2017 | Las Piedras Uruguay    | Brasile   | 3 – 0     | Colombia      | Argentina       | 3 – 0           | Venezuela       |
| 2019 | Asunción Paraguay      | Brasile   | 4 – 1     | Argentina     | Colombia        | 2 – 1           | Paraguay        |
| 2023 | Buenos Aires Argentina | Brasile   | 2 – 0     | Argentina     | Colombia        | 0 – 0 (7-6 dtr) | Venezuela       |

## Medagliere
| Posiz. | Nazione   | Oro | Argento | Bronzo | Totale |
| ------ | --------- | --- | ------- | ------ | ------ |
| 1      | Brasile   | 7   | 0       | 0      | 7      |
| 2      | Colombia  | 1   | 3       | 2      | 6      |
| 3      | Argentina | 0   | 3       | 2      | 5      |
| 4      | Ecuador   | 0   | 1       | 0      | 1      |
| 4      | Uruguay   | 0   | 1       | 0      | 1      |
| 6      | Venezuela | 0   | 0       | 2      | 4      |
| 7      | Paraguay  | 0   | 0       | 1      | 1      |
| 7      | Cile      | 0   | 0       | 1      | 1      |